# حمله به کوی دانشگاه تهران (۱۳۷۸)
وقایع هجده تیر یا حمله به کوی دانشگاه تهران به مجموعه ناآرامی‌ها و درگیری‌هایی که طی روزهای ۱۸ تا ۲۳ تیر ۱۳۷۸ و به دنبال توقیف روزنامهٔ سلام میان دانشجویان و نیروهای انتظامی و بسیجی‌های موسوم به لباس شخصی‌ها شکل گرفت گفته می‌شود. فعالان حقوق بشر در ایران اعتقاد دارند که هفت نفر در واقعهٔ حمله به کوی دانشگاه کشته شده‌اند که تنها هویت عزت‌الله ابراهیم‌نژاد و فرشته علیزاده مشخص شده است. شورای متحصنین در بیانیهٔ ۲۶ تیر مرگ تامی حامی‌فر را نیز تأیید کرد و سعید زینالی نیز از زمان دستگیری توسط مأموران امنیتی ناپدید شده و تا کنون نیز یافته نشده است. چشم تعدادی دانشجو بر اثر اصابت گلوله تخیله و دست و پای عده‌ای نیز شکسته شد. همچنین تعداد زیادی دانشجو مورد ضرب و شتم و دستگیری قرار گرفته‌اند. نام احمد باطبی، مهران میر عبدالباقی، حسین یکتا، محمد رضا کثرانی، علی رحمتی نژاد، مهدی امینی زاده، امیر حسین بلالی، جواد رحیم پور، مهدی فخرزاده، رضا ندیمی فر، آرمان رضاپور، محمود شرده ای، حمید جعفری و احمد فرجی، اکبر محمدی، منوچهر محمدی و ... در این میان به چشم می‌خورد. از این وقایع به عنوان بزرگ‌ترین چالش جنبش دانشجویی در ایران پس از انقلاب ۱۳۵۷ یاد می‌شود.

## پیش‌زمینه
برگزاری تجمع اعتراضی دانشجویان موضوع جدیدی نبود اما حمله به این تجمع بی‌سابقه بود. تجمع ۱۸ تیر در خوابگاه کوی دانشگاه تهران در اعتراض به بسته شدن روزنامه سلام بود. این روزنامه در ۱۵ تیر ۱۳۷۸ به جرم چاپ نامهٔ محرمانهٔ سعید امامی به قربانعلی دری نجف آبادی وزیر اطلاعات مفاد قانون جدید مطبوعات را توصیه می‌کرد، توسط دادگاه ویژه روحانیت به مدت ۵ سال توقیف شد. در نامهٔ منتشر شده، سعید امامی از وضع فرهنگی کشور ابراز نگرانی کرده و خواستار محدودیت‌هایی برای اهل قلم جهت ساماندهی و کنترل فضای فرهنگی کشور شده است. او همچنین با ذکر نام چند نویسنده از جمله محمد مختاری (که چند ماه بعد از تاریخ این نامه در قتل‌های زنجیره ای کشته شد) آنان را به ایجاد مشکلات امنیتی متهم کرده و اعلام کرده تا تصمیمی اتخاذ شود که نویسندگان، مترجمان و گزارشگران مطبوعات پیرامون نوشته‌های خود پاسخگو باشند. در جریان محاکمه سلام به جز دادستان ۴ شاکی دیگر نیز حضور داشتند: محمود احمدی‌نژاد (استاندار اردبیل در دولت هاشمی رفسنجانی و رئیس‌جمهور اسبق ایران در دولت‌های نهم و دهم)، کامران دانشجو (استاندار اسبق تهران، معاون سیاسی سابق وزیر کشور و رئیس ستاد انتخابات ریاست جمهوری دهم و وزیر علوم سابق)، مهدی رضا درویش زاده (نمایندهٔ مردم دزفول در مجلس پنجم و استاد ریاضی دانشگاه تهران) و حمیدرضا ترقی (عضو ارشد حزب موتلفه و نماینده مشهد در مجلس پنجم).

## روزشمار

### ۱۷ تیر
طبق اعلام بهاء الدین شیخ الاسلام سخنگوی وزارت کشور «از ساعت ۱۰ شب حدود ۱۵۰ تا ۲۰۰ دانشجو از کوی دانشگاه تهران به طرف خیابان آل احمد در اعتراض به توقیف یکی از روزنامه‌ها دست به راهپیمایی زدند».

### ۱۸ تیر
طبق اعلام بهاء الدین شیخ الاسلام سخنگوی وزارت کشور دانشجویان پس از راهیپمایی در خیابان جلال آل احمد بامداد ۱۸ تیر «به کوی دانشگاه برمی‌گردند و تجمع می‌کنند. در همین حال عده ای با لباس شخصی، از کوچه‌های اطراف شروع به پرتاب سنگ به سمت دانشجویان می‌کنند، که این مسئله باعث تحریک دانشجویان و پیوستن تعداد جدیدی به آن‌ها می‌شود. درگیری تا ساعت ۴/۳۰ دقیقه بامداد ادامه پیدا می‌کند که در این هنگام نیروی انتظامی وارد خوابگاه دانشجویان می‌شوند و در نتیجه تعدادی از دانشجویان مجروح و تعدادی دیگر دستگیر گردیده و خساراتی به خوابگاه وارد می‌شود».

## حمله به کوی دانشگاه تهران (۱۸ تیر)
انصار حزب‌الله در پی تظاهرات دانشجویان در اعتراض به توقیف روزنامه سلام و تصویب قانون جدید مطبوعات، به داخل کوی دانشگاه و خوابگاه‌های دانشجویی حمله بردند و ضمن تخریب اموال دانشجویان آنان را مورد ضرب و شتم قرار دادند و صدها نفر را بازداشت کردند. حمله و ضرب و شتم دانشجویان تا صبح ادامه داشت. در این حمله حتی خوابگاه دانشجویان خارجی نیز در امان نماند. این حمله به اعتراضات گسترده و چند روزهٔ دانشجویان و مردم در تهران و شهرستان‌ها انجامید. در دانشگاه تبریز نیز بیستم تیرماه درگیری‌های گسترده‌ای روی داده که به کشته شدن محمدجواد فرهنگی انجامید.
نیروهای انتظامی و امنیتی دست کم ۳۰۰ دانشجو از جمله احمد باطبی، اکبر محمدی و میثم لطفی را دستگیر و تحت بازجویی قرار دادند.)
در رابطه با مطالبات دانشجویان به غیر از آزادیِ مطبوعات خواسته‌های فراوان دیگری دیده می‌شود که رادیکال آن‌ها تغییر ساختار سیاسی ایران بود. در اواخر دهه هفتاد دولت خاتمی که با ایده‌های لیبرال و وعده‌های اصلاح‌طلبانه از نظر استراتژیک توانسته بود رای ملت را به خود جذب کند، در دو سال نخست ریاست جمهوری او سعی شد تا برخی اصلاحات اعمال شود و انجام شد ولی، این اصلاحات باعث شد تا سطح مطالبات عمومی جامعه پرشتاب بالا برود بخش بزرگی از مردم و فعالان نگران آیندهٔ خود باشند. محرک جامعه مدنی در آن روزها جنبش دانشجویی بود. تا جایی که در یک نشریه دانشجویی به نام نشریهٔ «هویت من» به صراحت از بنیان‌گذاری یک جمهوری آزاد و دموکراتیک در ایران سخن می‌گفت که باعث توقیف آن شد، پس تنها موضوع مورد بحث توقیف روزنامهٔ سلام و قانون مطبوعات نبود که باعث رویداد ۱۸ تیر شد بلکه بهانه و کلید انفجار آن شد. همچنین دولت خاتمی هم به دلیل انفعال در واکنش به حمله نیروهای امنیتی و شبه نظامی جمهوری اسلامی (که معمولا به نام چماق بدستان یا لباس شخصی‌ها شناخته می‌شوند) به کوی دانشگاه و شکست دربارهٔ اعمال اصلاحات بنیادین به دلیل فشار جریانات متمایل به جناح راست جمهوری اسلامی موسوم به گروه فشار و تحقق نیافتن بخشی از وعده‌هایش پس از رویداد ۱۸ تیر مورد انتقاد قرار گرفت.

## نقش سپاه
گفته می‌شود در جریان حمله به کوی دانشگاه و دیگر مسائل دانشجویی کسانی مانند سردار نجات فرمانده سپاه ولی امر به همراه سردار نقدی، سردار ذوالقدر و دیگران طرح سرکوب دانشجویان و حتی عزل محمد خاتمی رئیس‌جمهور آن زمان را داشتند.

## تظاهرات دانشجویان به سوی بیت رهبری
دانشجویان، نیروی انتظامی را عامل حمله به کوی دانشگاه دانسته و خواستار عزل فرماندهٔ آن بودند. همچنین توقیف روزنامهٔ سلام نیز توسط دادگاه ویژه روحانیت که زیر نظر رهبر قرار دارد انجام شده بود. اما سیدعلی خامنه‌ای درحالی‌که این رویداد را محکوم کرده بود حاضر به برکناری هدایت لطفیان و همچنین فرهاد نظری فرماندهٔ پلیس تهران نشد. همین امر باعث شد تا در روزهای بعد تظاهرات به سمت دفتر سیدعلی خامنه‌ای و مجموعه‌ای که وی در مرکز تهران در آن مستقر است (موسوم به مجموعهٔ شهید مطهری) شود. سعید حجاریان در این باره می‌گوید:
..... وقتی دانشجوها از کوی دانشگاه بیرون آمدند، بین میدان ولیعصر بودند تا حرکت کنند به سوی خیابان آذربایجان، من در آن هنگام دفتر آقای خاتمی بودم. آن زمان من عضو شورای شهر تهران بودم. اعضای شورای شهر را برده بودم به کوی دانشگاه تا خرابی‌ها را ببینند و برای بازسازی و اختصاص بودجه اقدام کنیم. من به خاطر این کار رفته بودم دفتر خاتمی که آقای صفوی (فرمانده سپاه) زنگ زد به آقای ابطحی و گفت که خط قرمز ما خیابان جمهوری است، هر کسی از این خیابان پایین‌تر بیاید، می‌زنیم. متوجه شدیم که بچه‌های دانشجو دارند رو به پایین حرکت می‌کنند، به من گفتند که بروم با آن‌ها صحبت کنم، رفتم با دانشجوها صحبت کردم، یک طرف بچه‌های رحیم بودند، یک طرف هم بچه‌های دانشجو، با قسم و آیه و من بمیرم تو بمیری، سر راهپیمایی را کج کردم به سمت کوی دانشگاه و گفتم برید من هم می‌آیم به کوی…

## تظاهرات دانشجویی ۲۰ تیر ۱۳۷۸ تبریز
به فاصلهٔ دو روز از واقعهٔ کوی دانشگاه تهران به درخواست انجمن اسلامی دانشجویان دانشگاه تبریز و علوم پزشکی برای برگزاری برنامه‌ای در واکنش به تعطیلی روزنامهٔ سلام و اتفاقات کوی دانشگاه تهران تجمعی از ساعت ۱۰ صبح برگزار شد. دانشجویان با شعارهای "خاتمی خاتمی حمایتت می‌کنیم"و"وای اگر خاتمی حکم جهادم دهد" "نیروی انتظامی ننگت باد" قصد داشتند از در بانک تجارت به طرف در اصلی حرکت کرده و از آنجا تجمع را به خارج از دانشگاه منتقل کنند؛ که با حضور گستردهٔ پیاده‌نظام و لباس شخصی‌ها تجمع به خشونت کشید. فرماندار وقت خورشیدی برای آرام کردن دانشجویان به دانشگاه تبریز می‌رود تا جلوی خروج دانشجویان از در اصلی دانشگاه به طرف بلوار ۲۹ بهمن را بگیرد. حدود ساعت ۲ بعد از ظهر دانشجویان وارد بلوار ۲۹ بهمن می‌شوند و با حمله لباس شخصی‌های حوزه ۲ بسیج درگیری شروع می‌شود. دانشجویان زخمی را برای مداوا به بیمارستان امام خمینی منتقل می‌کنند که در آنجا نیز به دانشجویان زخمی حمله می‌شود. در درگیری‌های صورت گرفته فرزند امام جمعه وقت بستان‌آباد، طلبه محمد جواد فرهنگی کشته می‌شود.

## اظهارات سید محمد خاتمی (مرداد ۷۸)
کمتر از یک ماه بعد یعنی پنجم مردادماه ۷۸، سید محمد خاتمی، رئیس‌جمهوری وقت ایران، در سخنرانی خود در دیدار عمومی با مردم همدان گفت:

بعد از حادثهٔ کوی دانشگاه، شورش پیش آمد. شورش و بلوا در تهران، حادثهٔ زشت و نفرت‌آوری بود که ملت عزیز و مقاوم و صبور و منطقی ما را مکدر کرد. آنچه در تهران پیش آمد، لطمه به امنیت ملی بود؛ تلاشی بود برای برهم زدن آرامش مردم شریف و تخریب اموال عمومی و خصوصی و بالاتر از آن، اهانت به نظام و ارزش‌های آن و مقام معظم رهبری.
آنچه پیش آمد، حادثهٔ ساده‌ای نبود؛ تلاشی بود برای مرزشکنی و برای ابراز کینه‌توزی علیه نظام که نه رابطه‌ای با این ملت شریف داشت و نه نسبتی با دانشگاه و دانشگاهیان. حادثهٔ شورش، یک حرکت کور، یک بلوا، یک حرکت ضد امنیتی، با شعارهای منحرف‌کننده بود که به نظر من برای مخدوش کردن شعارهای مطرح‌شده در دوران جدید ریاست‌جمهوری به وجود آمد. تحریک احساسات مردم متدین و دل‌سوز و وطن‌خواه که تاب تحمل حمله به ارزش‌ها، رهبری، و مقدسات خود را ندارند، فقط از آن جهت صورت گرفت که ملت به خشونت واداشته شود. در واقع این شورش، نه تنها یک اقدام ضد امنیتی بود بلکه اعلام جنگی بود به رئیس‌جمهور و شعارهای او.
به یاری خداوند این بلوا خاموش شد.

## نامه فرماندهان سپاه به خاتمی
خاتمی گرچه دفاع چندانی از دانشجویان نکرد، اما در سخنرانی خود این رویداد را نتیجه پیگیری قتل‌های زنجیره‌ای دانست. پس از تظاهرات دانشجویان به سمت دفتر خامنه‌ای و همچنین گسترش اعتراضات به سایر شهرستان‌ها و سایر نقاط تهران از جمله میدان سپه و بازار تهران، در شرایطی که تهران از روز جمعه (۱۸ تیر) شاهد بی‌سابقه‌ترین درگیری بین معترضان و سپاه، بسیج و هوادارن نظام بود، ۲۴ تن از فرماندهان بلندپایه سپاه در نامه‌ای به محمد خاتمی وی را تهدید کردند که اگر در سرکوب اعتراضات قوی‌تر عمل نکند، خود دست بکار می‌شوند.
محمدباقر قالیباف نیز دربارهٔ این نامه چنین نوشته است: «حادثه سال ۷۸ که در کوی دانشگاه اتفاق افتاد، آن نامه‌ای را که نوشته شد نامه فرماندهان سپاه به محمد خاتمی، رئیس‌جمهور وقت من نوشتم. بنده و آقای سلیمانی.»
در بخش‌هایی از آن نامه خطاب به خاتمی آمده است:
جناب آقای خاتمی، چند شب پیش وقتی گفته شد عده‌ای با شعار علیه رهبر معظم انقلاب به سمت مجموعهٔ شهید مطهری در حرکت‌اند، بچه‌های کوچک ما در چشم ما نگریستند، انگار از ما سؤال می‌کردند غیرت شما کجا رفته است؟
امضاکنندگان این نامه عبارت بودند از:
- محمد باقر قالیباف (فرمانده وقت نیروی هوایی سپاه)
- غلامعلی رشید (جانشین رئیس ستاد کل نیروهای مسلح)
- محمدعلی جعفری (فرمانده نیروی زمینی سپاه)
- قاسم سلیمانی (فرمانده لشکر ۴۱ ثارالله - فرمانده نیروی قدس))
- محمدجعفر اسدی (فرمانده لشکر ۳۳ المهدی استان فارس)
- احمد کاظمی (فرمانده قرارگاه حمزه)
- محمداسماعیل کوثری (جانشین قرارگاه ثارالله)
- اسدالله ناصح فرمانده وقت لشکر سیدالشهدا (ع) در ۱۸ تیر ۷۸
- محمد حسین باقری (معاون رئیس ستاد کل نیروهای مسلح)
- غلامرضا محرابی معاون اطلاعات و امنیت ستادکل نیروهای مسلح
- عبدالمحمد رئوفی‌نژاد (فرمانده لشکر ۷ ولی‌عصر؛ استان خوزستان)
- نورعلی شوشتری (جانشین سابق فرمانده نیروی زمینی سپاه)
- علی‌اکبر احمدیان (فرمانده نیروی دریایی سپاه)
- احمد غلامپور (فرمانده قرارگاه کربلا)
- یعقوب زهدی (فرمانده توپخانه نیروی زمینی سپاه)
- محمدنبی رودکی (فرمانده لشکر ۱۹ فجر)
- علی فدوی (جانشین فرمانده نیرو دریایی سپاه)
- غلامرضا جلالی (رئیس سازمان پدافند غیرعامل)
- امین شریعتی (فرمانده لشکر ۳۱ عاشورا؛ استان آذربایجان شرقی)
- حسین همدانی (فرمانده لشکر ۲۷ محمد رسول‌الله؛ تهران)
- اسماعیل قاآنی (فرمانده لشکر ۵ نصر؛ استان خراسان)
- علی فضلی (فرمانده لشکر ۱۰ سیدالشهدا)
- محمدرضا زاهدی (فرمانده نیروی زمینی سپاه)
- مرتضی قربانی (فرمانده لشکر ۱۴ امام حسین؛ استان اصفهان)[۳۲]

## واکنش‌ها
- محمد فاضل لنکرانی از مراجع تقلید ۲۸ تیر ۱۳۷۸ در واکنش به حمله به کوی دانشگاه اعلام کرد: «حمله به کوی دانشگاه تلخ‌ترین حادثه‌ای است، که تاکنون دراین کشور صورت گرفته است و ما حمله به دانشگاه را شکستن حریم علم و برخورد غیرمنطقی و غیرانسانی می‌دانیم.»[۳۳]
- اعضای شورای منتخب تحصن‌کنندگان به عنوان نمایندگان دانشجویان واقعه کوی دانشگاه تهران، ۲۹ تیر ۱۳۷۸ با نمایندگان شورای عالی امنیت ملی ایران دیدار و خواسته‌های دانشجویان را مطرح کردند.[۳۴]

## راهپیمایی ۲۳ تیر
شورای هماهنگی تبلیغات اسلامی، در پی آن ناآرامی‌ها یک راهپیمایی در روز چهارشنبه ۲۳ تیر ترتیب داد و مردم را برای حمایت از حکومت به شرکت کردن در آن فراخواند. رادیو و تلویزیون ایران از یک روز قبل از مردم می‌خواست در این تظاهرات که در برابر دانشگاه تهران برگزار شد شرکت کنند. در پایان این تظاهرات، حسن روحانی، دبیر وقت شورای عالی امنیت ملی به سخنرانی پرداخت. او در سخنان طولانی خود، حمله به کوی دانشگاه تهران را غیرقانونی و خلاف اصول اخلاقی و دینی دانست و با اشاره به مسئولیت شورای عالی امنیت ملی در ریشه‌یابی این حادثه، قول بررسی و شناسایی و سپردن عوامل آن به دست عدالت را داد. او در بخشی دیگر از سخنانش گفت:
... من در همین‌جا لازم می‌دانم از دانشجویان عزیز بیدار، هوشیار و قهرمان تشکر و قدردانی کنم که با هوشیاری و با دید نافذشان تا متوجه شدند که این عناصر مفسد و معاند در کنار آن‌ها قرار گرفته‌اند، بلافاصله اعلام بیزاری و برائت کردند و خودشان را کنار کشیدند. این نشان هوشیاری و بیداری دانشجویان انقلابی و مسلمان و قهرمان ما است. افرادی که اتوبوس و اموال عمومی را آتش می‌زنند، آن‌ها که ماشین بیت‌المال را آتش می‌زنند و حتی اتومبیل شخصی افراد را از بین می‌برند… بی‌تردید این افراد دشمن مردم ایران و ارزش‌های این مرز و بوم هستند، این اوباش حتی به مساجد هم تعرض کردند. ادامه این وضع برای نظام ما کشور ما و ملت ما قابل تحمل نخواهد بود. دیروز نسبت به این عناصر دستور قاطع داده شد، دیروز غروب دستور قاطع صادر شد تا هر گونه حرکت این عناصر فرصت‌طلب، هر کجا که باشد با شدت و با قاطعیت برخورد شود و سرکوب شوند. مردم ما شاهد خواهند بود که از امروز نیروی انتظامی، نیروی قهرمان بسیج حاضر در صحنه، با این عناصر فرصت‌طلب و آشوبگر – اگر جرئت ادامه حرکت مذبوحانه داشته باشند – چه خواهند کرد… آن عاملی که امروز ملت ما را متحد کرده است و پیوند ناگسستنی در ملت ما ایجاد کرده است، اسلام و [اسلامیت نظام] است و مظهر این اسلامیت، رهبری و مقام ولایت است… مسئله ولایت مظهر اقتدار ملی ماست…

## محاکمه عاملان
۲ سال پس از این رویداد قوه قضاییه همه نیروهای پلیس و شبه نظامیان وابسته را تبرئه کرده و فقط یک سرباز به نام اروجعلی ببرزاده به جرم سرقت یک دستگاه ماشین ریش‌تراش از خوابگاه، محکوم شد. اروجعلی ببرزاده بعداً در آگاهی تهران بزرگ استخدام شد. ۱۵۹ نماینده مجلس ششم این اقدام دستگاه قضایی را محکوم کردند. در سال ۱۳۹۷ ببرزاده با درجهٔ سرهنگ تمام، رئیس کلانتری ۱۵۷ مسعودیه تهران بود.

## پیامدها
بارزترین نتیجه این واقعه و رویدادهای بعدی (از جمله عدم حمایت اصلاح طلبان از اعتراضات دانشجویی و همراهی یا سکوت در برابر این سرکوب) گسست روزافزون میان دفتر تحکیم و مجموعه حاکمیت بود. در مقابل اصلاح طلبان بر روی بخشی از دفتر تحکیم وحدت که روابط نزدیک‌تری با ایشان داشت سرمایه‌گذاری کردند که نتیجه آن تقسیم دفتر تحکیم به دو طیف اکثریت (مخالف نظام) و اقلیت (هوادار نظام) بود.
متقابلاً دفتر تحکیم وحدت (در مقابل بسیج که حامی و نیروی توده‌ای محافظه کاران ایران است) که در انتخابات‌های مختلف از جمله دوم خرداد نقشی اساسی در پیروزی اصلاح طلبان داشت، از سال ۱۳۸۲ از جبهه دوم خرداد خارج شد.

## اظهار نظرها در سال‌های بعد
در نماز جمعه ۹ بهمن ۱۳۸۸ احمد جنتی، امام جمعه موقت وقت تهران و دبیر شورای نگهبان خطاب به رئیس قوه قضائیه گفت: «در ۱۸ تیر ضعف نشان دادید؛ چند نفر در آن زمان اعدام شدند؟ اگر حالا هم ضعف نشان دهید آینده بدتری در انتظار شما خواهد بود.»

## سالگردها
سالگردهای این رویداد همه ساله شاهد برگزاری تظاهرات‌های مردمی دانشجویی در تهران و سایر شهرها بوده است. عدم محاکمه عوامل این رویداد در کنار تداوم زندان برخی از دانشجویان دستگیرشده بر شدت اعتراضات می‌افزود. گرچه در سالهای بعد دولت خاتمی تلاش کرد تا با عدم صدور مجوز تظاهرات برای دفتر تحکیم وحدت از شدت اعتراضات بکاهد. شدیدترین اعتراضات در سال ۱۳۸۲ رویداد که تهران برای ۲۰ روز شاهد اعتراضات مردمی دانشجویی بود.
برای جلوگیری از برگزاری هر گونه مراسم در سالگرد این رویداد در سال ۱۳۸۷، کوی دانشگاه تهران از میانه تیرماه تعطیل شد. همچنین تعدادی از دانشجویان دانشگاه آزاد بازداشت شدند.

### دهمین سالگرد
دهمین سالگرد حمله به کوی دانشگاه در سال ۱۳۸۸ که مصادف با اعتراضات به نتیجه انتخابات ریاست جمهوری دهم بود با وجود عدم صدور مجوز و تهدید به برخورد با معترضان برگزار گردید. کوی دانشگاه تهران و همچنین خوابگاه‌های دانشجویی در اصفهان و شیراز نیز دو هفته پیش از این اعتراض مورد حمله قرار گرفت. حمله‌ای که به گفته یکی از نمایندگان مجلس از یورش سال ۱۳۷۸ هم ابعاد وسیع تری داشته است.

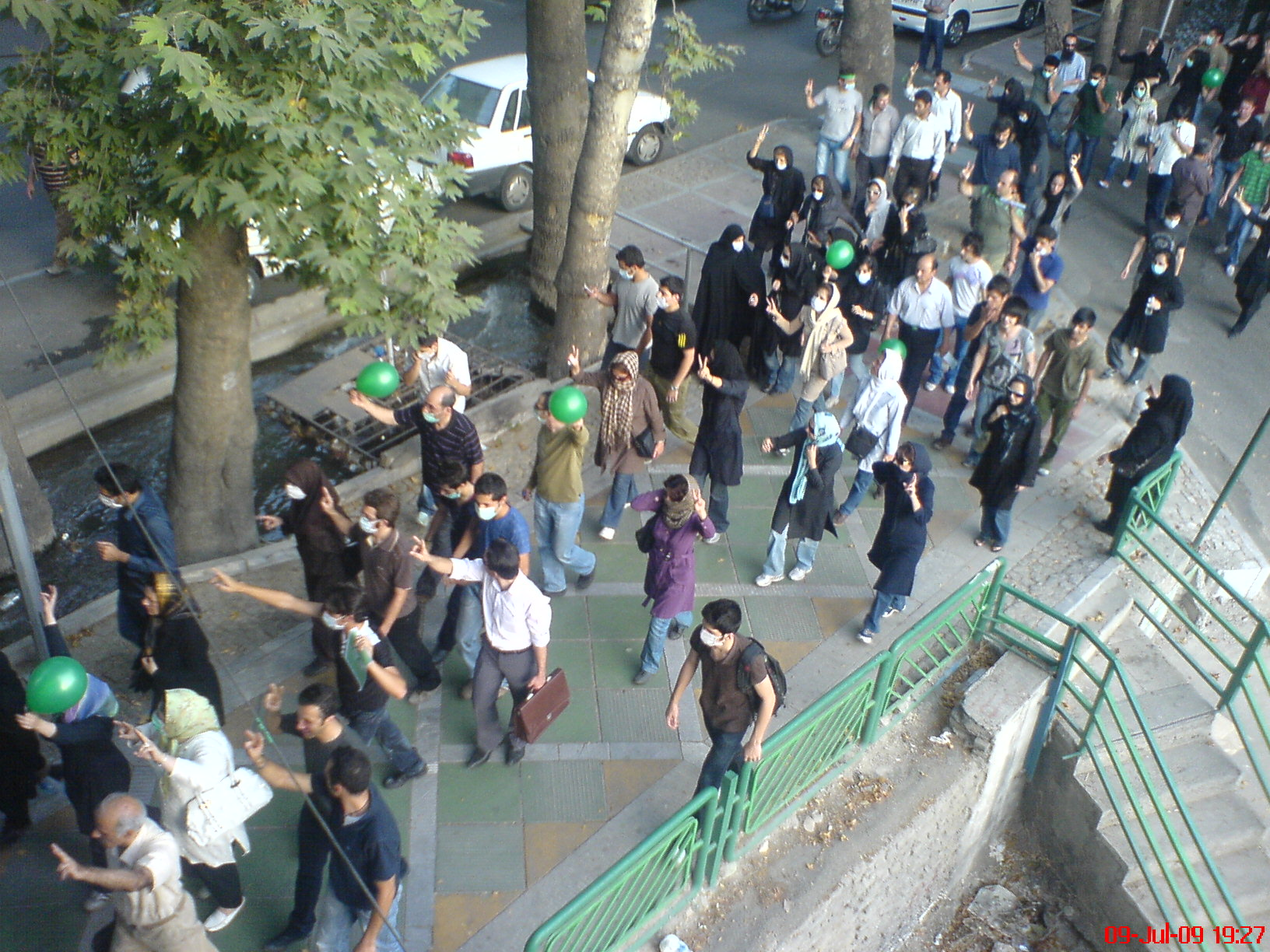
عکسی از تظاهرات مردم تهران در تاریخ ۱۸ تیر ۱۳۸۸ علیه دولت

همچنین شب ۱۸ تیر ۱۳۸۸ نیروهای لباس شخصی به خوابگاه‌های دانشگاه امیر کبیر در تهران نیز یورش برده و ضمن ضرب و شتم و آسیب رساندن به دانشجویان تعدادی را بازداشت کردند.

## مناظره‌های انتخابات ریاست جمهوری سال ۱۳۹۲
محمدباقر قالیباف در سخنرانی در جمع بسیجیان گفت:
حادثهٔ سال ۷۸ که در کوی دانشگاه اتفاق افتاد، آن نامه‌ای را که نوشته شد من نوشتم (نامهٔ فرماندهان سپاه به رئیس‌جمهور وقت، محمد خاتمی). بنده و آقای سلیمانی. وقتی در کف خیابان به سمت بیت رهبری راه افتادند، بنده فرمانده نیروی هوایی سپاه بودم. عکس من الان روی موتور ۱۰۰۰ با چوب هست. با حسین خالقی. ایستادم کف خیابان که کف خیابان را جمع کنم. آن جایی که لازم باشد بیاییم کف خیابان و چوب بزنیم، جزو چوب زن‌ها هستیم. افتخار هم می‌کنیم. نگاه نکردم که من، سردار و فرمانده نیروی هوایی هستم و تو را چه به کف خیابان؟.

در مناظره سوم انتخاباتی سال ۹۲ محمدباقر قالیباف خطاب به حسن روحانی گفت: 
در سال ۸۲ که من فرمانده نیروی انتظامی بودم در جلسه‌ای به شما که دبیر شورای عالی امنیت ملی بودید، گفتم که اجازه بدهید دفتر تحکیم وحدت به مناسبت وقایع سال ۸۲ تجمعی در چارچوب قانون داشته باشد، اما شما گفتید که به دنبال دردسر نیستید و نیاز به مجوز نیست.
حسن روحانی در پاسخ به سخنان قالیباف گفت:
از آقای قالیباف خیلی تعجب می‌کنم. درست است باید رقابت کنیم ولی نه اینجوری. آقای قالیباف دلم نمی‌خواست بگم. آنجا بحث این بود شما می‌گفتید دانشجویان بیایند ما برنامه گازانبری داریم و کار را تمام می‌کنیم. ما می‌گفتیم راه این نیست که مجوز بدهیم بعد گاز انبری آن‌ها را دستگیر کنیم، راه این است که از ابتدا به آن‌ها بگوییم یا مجوز نیست یا اگر هست بیایند کار خودشان را انجام دهند، تظاهرات کنند و مبدأ و انتها نیز معلوم باشد.
از این بالاتر من راجع به چند کلانتری تهران به شما گزارش دادم و گفتم وضع این‌طور است، شما چه جوابی به من دادید؟ من نمی‌خواهم دیگر اینجا بازگو کنم، شما به من گفتید کل افراد سالم من این تعداد هستند، عددش نیز کاملاً در ذهن من هست؛ شما برنگردید به بحث‌های آن زمان، ما حرف برای گفتن بسیار داریم، این سینه پر است از مسائل فراوان اما اینجا جای بازگو کردنش نیست.
مرتضی نبوی در مورد وقایع ۱۸ تیر گفت: در مسئله ۱۸ تیر، شورای عالی امنیت ملی کمی با سستی کار کرد. آقای «روحانی» دبیر وقت شورا در آن زمان در خارج از کشور بود و جلسات شورا که به ریاست رئیس‌جمهور (سید محمد خاتمی) تشکیل می‌شد، اجازه نمی‌داد که بسیج وارد شود و جلوی شلوغی‌ها را بگیرد. او افزود: وقتی آقای روحانی به کشور بازگشت، مجوز را صادر کرد و این کار موجب شد تا برپاکنندگان این غائله، به لانه‌هایشان بازگردند.

## اظهار نظر حسن فیروزآبادی
حسن فیروزآبادی در سالگرد حادثه ۱۸ تیر گفت: 
من اینجا به عنوان عضو شورای امنیت ملی عرض می‌کنم که مقابله نیروهای مسلح با شورش‌های خیابانی در جریان ۱۸ تیر سال ۷۸ با مجوز شورای عالی امنیت ملی و شخص رئیس شورای عالی امنیت ملی که خود آقای خاتمی بود، صورت گرفت.
آن زمان جلوی خود بنده آقای روحانی با آقای خاتمی تماس گرفتند و گفتند وضع اینگونه و جمع‌بندی این است و ایشان گفتند که دیگر هر تصمیمی که گرفتید انجام دهید، از این به بعد هم همین‌طور خواهد بود.

### فیلم
- فیلمی از تظاهرات دانشجویان مقابل وزارت کشور در یوتیوب
- چهاردهمین سالروز حمله به کوی دانشگاه تهران در یوتیوب